# Birgitta Nyrin-Brenel
Ingeborg Sigrid Birgitta Nyrin-Brenel, född 5 november 1914 i Alsters församling, Värmlands län, död 29 mars 2005 i Göteborg, var en svensk barn- och ungdomspsykiater.
Nyrin, som var dotter till kyrkoherde Johan Nyrin och Anna Billgren, avlade studentexamen i Stockholm 1933, blev medicine kandidat vid Uppsala universitet 1936 och medicine licentiat där 1943. Hon var vikarierande läkare på Ulleråkers sjukhus, Beckomberga sjukhus, Sandträsk sanatorium, vid kirurgiska avdelningen på Kronprinsessan Lovisas barnsjukhus samt assistentläkare vid medicinska kliniken på Akademiska sjukhuset 1943–1945, extra läkare i Backe och Skellefteå 1945, tillförordnad stadsläkare i Avesta stad 1945 och 1946, assistentläkare och vikarierande underläkare vid medicinska avdelningen på Göteborgs barnsjukhus 1945–1949, underläkare där 1949–1951, vikarierande underläkare vid psykiatriska kliniken på Sahlgrenska sjukhuset 1951, biträdande barnpsykiater i Göteborg 1951–1966, blev överläkare vid poliklinik 2 inom Göteborgs stads psykiska barna- och ungdomsvård 1967 och var överläkare vid barn- och ungdomspsykiatriska mottagningen på Östra sjukhuset i Göteborg från 1973. Hon var flyktingläkare 1944–1945.